# بوب هافنز
بوب هافنز (بالإنجليزية: Bob Havens)‏ هو عازف جاز أمريكي، ولد في 3 مايو 1930.

## روابط خارجية
- بوب هافنز على موقع IMDb (الإنجليزية)
- بوب هافنز على موقع ديسكوغز (الإنجليزية)